# Abigor (demon)

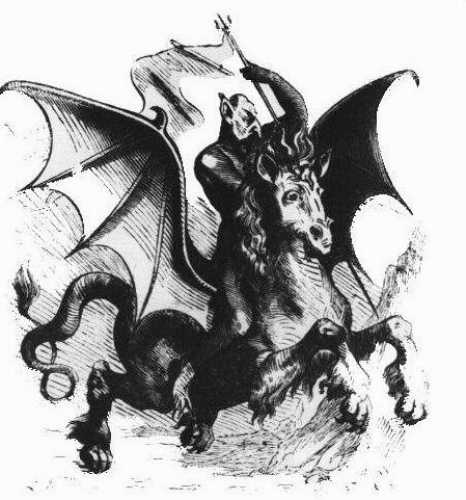
Abigor

Abigor sau Eligos este un demon care este Marele Duce în Iad. Abigor apare ca un bărbat frumos pe un cal, ținând în mână un steag sau un sceptru. El știe toate secretele războiului și vede în viitor. El învață conducătorii cum să câștige loialitatea soldaților. În iad, el comandă 60 legiuni de demoni. 
El a fost creat din rămășițele unia dintre caii din Grădina Edenului. 